# Pantherian
Pantherian (w latach 2010–2023: Intimidator 305, w roku 2024: Project 305) – stalowa kolejka górska wybudowana w 2010 roku w parku Kings Dominion w USA przez firmę Intamin. Przy wysokości 93 m (305 ft – stąd liczba w dawnej nazwie kolejki), zalicza się do kategorii giga coaster.

## Opis przejazdu
Pociąg opuszcza stację i rozpoczyna wjazd na główne wzniesienie o wysokości 93 metrów, na które wciągany jest za pomocą szybkiego wyciągu linowego. Następnie zjeżdża pod kątem 85° o 91,4 m, po czym pokonuje długi łuk w prawo o wysokich przeciążeniach dodatnich. Następnie pokonuje wzniesienie, łuk w lewo o 270° przedzielony w połowie krótkim odcinkiem bez pochylenia toru, gwałtownie zmienia kierunek przechylenia z lewego na prawy, pokonuje łuk w prawo i slalom, następnie kolejny łuk w prawo. Pociąg pokonuje kolejne wzniesienie, a następnie wjeżdża na trzecie, na którego szczycie zmienia kierunek w prawo, pokonuje krótki łuk w prawo i wykonuje szybki zwrot w lewo i wjeżdża na sekcję hamulców, gdzie zostaje spowolniony, po czym wraca na stację.

## Problemy techniczne

### Modyfikacje toru
Po otwarciu kolejki w kwietniu 2010 roku do parku zaczęły wpływać skargi pasażerów na zbyt duże i długotrwałe przeciążenia na pierwszym łuku za głównym spadkiem. W celu zmniejszenia przeciążeń, park wraz z firmą Intamin zdecydował o umieszczeniu hamulców kontrolnych na pierwszym spadku, których zadaniem miało być zmniejszenie prędkości na wspomnianym zakręcie. Modyfikacja ta zmniejszyła liczbę skarg na zjawisko black-out, jednak okazała się niewystarczająca.
W przerwie między sezonem 2010 i 2011 dokonano kolejnej modyfikacji – promień pierwszego zakrętu został zwiększony. Pozwoliło to zmniejszyć przeciążenia i jednocześnie usunąć niepotrzebne już hamulce kontrolne.

### Awaria z 9 lipca 2013 roku
W dniu 9 lipca 2013 roku, podczas przejazdu testowego przed otwarciem parku, pociąg kolejki utknął na głównym wzniesieniu w wyniku awarii wyciągu. Kolejka została ponownie udostępniona gościom parku od 14 września 2013 roku.

## Pozycja w rankingach
| Golden Ticket Awards – Top 50 stalowych kolejek górskich | Golden Ticket Awards – Top 50 stalowych kolejek górskich | Golden Ticket Awards – Top 50 stalowych kolejek górskich | Golden Ticket Awards – Top 50 stalowych kolejek górskich | Golden Ticket Awards – Top 50 stalowych kolejek górskich | Golden Ticket Awards – Top 50 stalowych kolejek górskich | Golden Ticket Awards – Top 50 stalowych kolejek górskich | Golden Ticket Awards – Top 50 stalowych kolejek górskich | Golden Ticket Awards – Top 50 stalowych kolejek górskich | Golden Ticket Awards – Top 50 stalowych kolejek górskich | Golden Ticket Awards – Top 50 stalowych kolejek górskich | Golden Ticket Awards – Top 50 stalowych kolejek górskich | Golden Ticket Awards – Top 50 stalowych kolejek górskich | Golden Ticket Awards – Top 50 stalowych kolejek górskich | Golden Ticket Awards – Top 50 stalowych kolejek górskich |
| -------------------------------------------------------- | -------------------------------------------------------- | -------------------------------------------------------- | -------------------------------------------------------- | -------------------------------------------------------- | -------------------------------------------------------- | -------------------------------------------------------- | -------------------------------------------------------- | -------------------------------------------------------- | -------------------------------------------------------- | -------------------------------------------------------- | -------------------------------------------------------- | -------------------------------------------------------- | -------------------------------------------------------- | -------------------------------------------------------- |
| 2010                                                     | 2011                                                     | 2012                                                     | 2013                                                     | 2014                                                     | 2015                                                     | 2016                                                     | 2017                                                     | 2018                                                     | 2019                                                     | 2020                                                     | 2021                                                     | 2022                                                     | 2023                                                     | 2024                                                     |
| 11                                                       | 13                                                       | 12                                                       | 10                                                       | 13                                                       | 16                                                       | 17                                                       | 13                                                       | 12                                                       | 11                                                       | ×                                                        | 13                                                       | 9                                                        | 9                                                        | 14                                                       |